# روماتیسم
روماتیسم یا اختلالات روماتیک شرایطی ‌است که موجب درد مزمن و اغلب متناوبی می گردد که بر روی مفاصل یا بافت همبند اثرگذار است. روماتیسم نمایانگر اختلال بخصوصی نیست، بلکه بیش از ۲۰۰ نوع شرایط و بیماری مختلف را پوشش می دهد که شامل التهاب مفصلی و "روماتیسم غیر-مفصلی" که به "نشانگان درد ناحیه‌ای" یا "روماتیسم بافت نرم" نیز می‌شود. همپوشانی نزدیکی بین اختلال بافت نرم و روماتیسم وجود دارد. برخی مواقع، عبارت "اختلالات روماتیکی بافت نرم" جهت توصیف این شرایط به کار می رود.
عبارت "بیماری‌های روماتیکی" در MeSH جهت ارجاع به اختلالات بافت همبندی به کار رفته است. شاخه‌ای از پزشکی که به تشخیص و درمان روماتیسم اختصاص یافته است را روماتولوژی می‌نامند.

## واژه‌شناسی
واژهٔ روماتیسم (Rheumatism) در بسیاری از نقاط دنیا، از جمله در ایران، برای شرح دردهای مختلف استخوانی، مفاصل و ساختمان‌های اطراف مفاصل توسط عامهٔ مردم بکار می‌رود. ریشه این واژه، روما در زبان یونانی می‌باشد. این واژه نخستین بار در کتاب Corpus بقراط در سدهٔ چهارم قبل از میلاد، آورده شده است. معنی آن جریان یافتن است و یونانی‌های باستان علت درد و  ورم مفاصل را جریان یافتن مایعات بیماری‌زا از مغز به مفاصل می‌پنداشتند. با آنکه امروزه می‌دانیم که این نظریه غلط است، ولی اصطلاح روماتیسم از قرن شانزدهم توسط یک پزشک فرانسوی بنام  بالونیوس (Guillaume de Baillou) وارد علم پزشکی شد و تاکنون نیز باقی مانده است.
اصطلاح روماتیسم هنوز هم در مکالمات روزانه و متون تاریخی شنیده و دیده می‌شود، اما دیگر به صورت گسترده در متون پزشکی و تخصصی به کار نمی‌رود؛ زیرا که دیگر بیماری مشخصی به نام روماتیسم شناخته نمی‌شود.
این واژه چنان طیف وسیعی از مشکلات را پوشش می‌دهد که اگر در توضیح علائم یک مریض از واژهٔ روماتیسم استفاده کنیم، عملاً چیز خاصی نگفته‌ایم. با این حال، منابعی که به روماتیسم اشاره دارند اکثراً منظورشان آرتریت (التهاب مفصل) است. به هرحال، روماتیسم غیر مفصلی که به نام سندرم درد موضعی یا روماتیسم بافت نرم هم خوانده می‌شود، باعث ناراحتی و مشکلات قابل توجهی است.

## مطالعه بیشتر
- The Rheumatology Handbook (WSPC 2012) ISBN 978-1-84816-320-1

## پیوندهای بیرونی
- American College of Rheumatology
- National Institute of Arthritis and Musculoskeletal and Skin Diseases - US National Institute of Arthritis and Musculoskeletal and Skin Diseases